# Mariano (Parma)
Mariano è una piccola frazione del comune di Parma, appartenente al quartiere Cittadella.
La località è situata 3,43 km a sud del centro della città.

## Geografia fisica
La frazione sorge in posizione pianeggiante alle porte della città, sulla sponda destra del torrente Parma; la località è attraversata fin dai tempi del regno di Teodorico il Grande dal canale Comune, che in prossimità della Cittadella di Parma si congiunge col canale Maggiore.

## Origini del nome
Il toponimo della località ha origine dal latino Marianus.

## Storia
Nel 962, secondo un atto di dubbia autenticità, l'imperatore del Sacro Romano Impero Ottone I di Sassonia riconobbe al vescovo di Parma Oberto l'autorità, oltre che sulla città, anche su 3 miglia di contado intorno a essa, comprendenti tra le altre la zona di Mariano, interna rispetto a Porporano.
La più antica testimonianza dell'esistenza del borgo risale al 987, quando Marliano fu citata in una donazione di alcune terre ai canonici del Capitolo della Cattedrale di Parma da parte del vescovo Sigefredo II; la località fu nuovamente menzionata nel 1015 in una permuta di edifici e terreni tra tal Gariverto di Parma e lo stesso vescovo Sigefredo.
In epoca medievale fu edificato nel piccolo borgo un castello difensivo, esistente già intorno al 1200, nei cui pressi fu costruita anche una cappella dipendente dalla pieve di Porporano, citata per la prima volta nel 1230.
Il maniero fu distrutto nel secolo seguente, nel corso di alcuni scontri.
Nel 1546 il territorio di Mariano fu interessato dalle conseguenze della "tagliata", che, sancita dal duca di Parma Pier Luigi Farnese, comportò la demolizione di tutti gli edifici posti negli immediati dintorni delle mura di Parma per motivi difensivi; anche la chiesa medievale di San Bartolomeo fu rasa al suolo, per poi essere ricostruita solo in seguito.
A ridosso del canale Comune si svilupparono nel tempo varie attività funzionanti grazie alle sue acque, tra cui cartiere e mulini, che furono obbligate, unitamente a quelle della vicina città, a occuparsi della manutenzione del corso d'acqua.
In epoca napoleonica, per effetto del decreto Nardon del 1806 la località divenne frazione del nuovo comune (o mairie) di Marore, che fu sciolto nel 1870 e inglobato in quello di San Lazzaro Parmense, a sua volta assorbito da quello di Parma nel 1943.
Tra il XIX e il XX secolo nel territorio di Mariano, che all'epoca si estendeva fino alla Cittadella e comprendeva anche la località del Castelletto, furono edificate numerose ville padronali.

## Monumenti e luoghi d'interesse

### Chiesa di San Bartolomeo

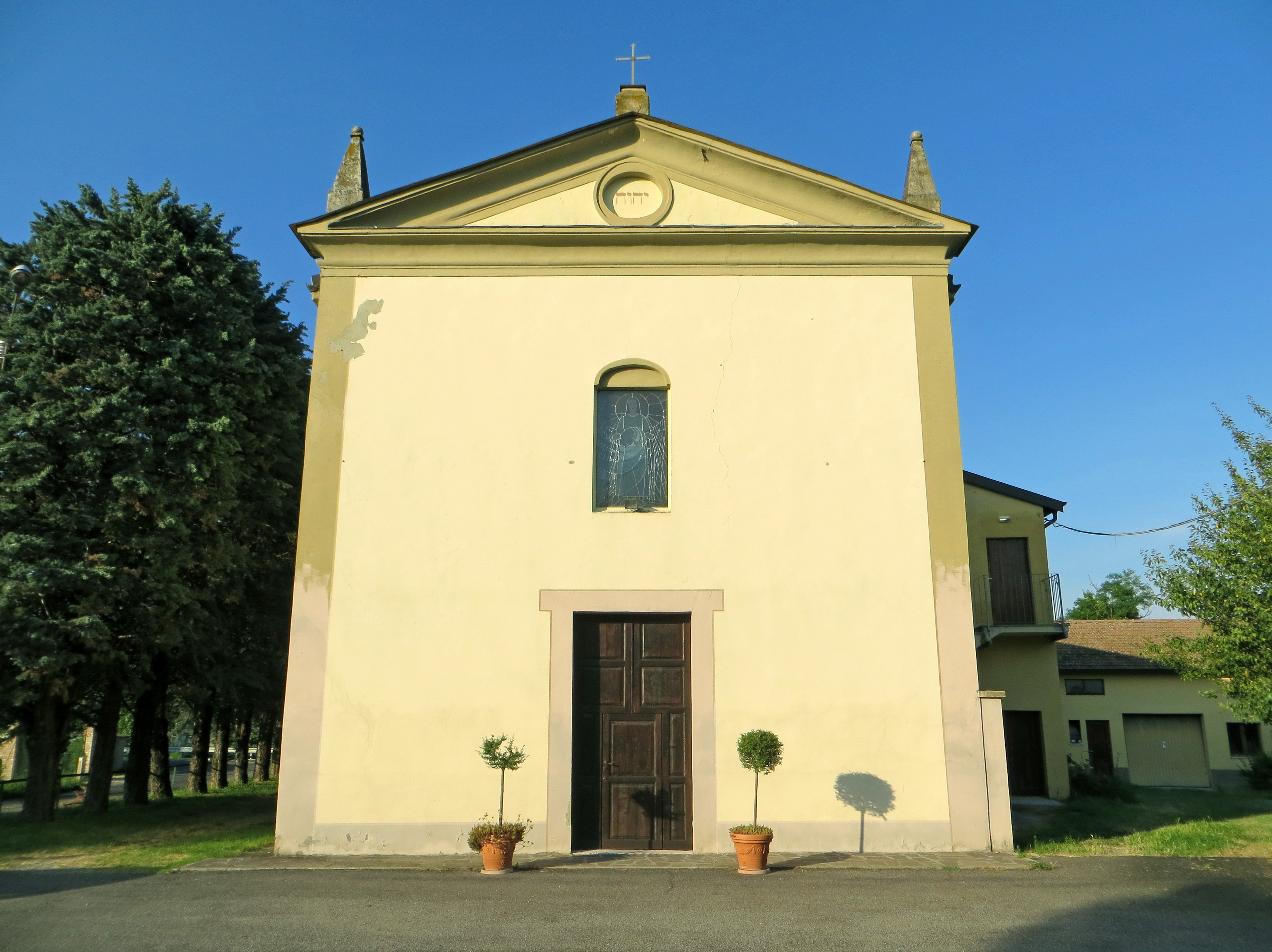
Chiesa di San Bartolomeo

Menzionata per la prima volta nel 1230, la cappella fu demolita nel 1546 e successivamente ricostruita; modificata e ampliata nel corso del XVIII secolo, la chiesa fu ristrutturata in stile neoclassico nel 1876; danneggiata da un terremoto nel 2008, fu restaurata internamente nel 2009; al suo interno la navata, affiancata da due cappelle laterali, è coperta da una volta a botte in cannucciato a vista.

### Villa Pracanica
Costruita in forme neoclassiche nei primi anni del XIX secolo dalla famiglia Godi sul luogo di un preesistente edificio appartenuto ai conti Dall'Asta, la villa fu acquisita successivamente da Giovanni Lusignani; alienata alla sua morte nel 1914 a Nereo Camisa, fu acquistata in seguito da Annibale Ghelfi, che la rivendette ad Alceste Oliari; ereditata nel 1956 dalla moglie Agata Lottici Maglione, nel 1964 passò al nipote Giovanni Pracanica, che la ristrutturò completamente. L'edificio, sviluppato su una pianta rettangolare affiancata da due ali che si allungano in continuità col prospetto posteriore, si erge su due livelli principali fuori terra scanditi da una fascia marcapiano; la simmetrica facciata del corpo centrale presenta nel mezzo l'ampio portale d'ingresso, affiancato da due colonne doriche a sostegno del balcone del primo piano; in sommità si erge una profonda altana, illuminata anteriormente da un'apertura centrale a lunetta; ai lati sono collocate tre finestre incorniciate per parte; sul retro si allungano verso est e verso ovest le due simmetriche ali laterali, collegate al corpo principale attraverso due ampie arcate a sesto ribassato. All'interno una delle sale di rappresentanza è ornata con una serie di pannelli ottocenteschi raffiguranti alcuni paesaggi, mentre al piano superiore l'antica sala da biliardo è coperta da una volta affrescata. Il parco, esteso di fronte alla villa, è solcato da vialetti e conserva due grandi esemplari ginkgo biloba.

### Villa Braga
Costruita originariamente in epoca ignota, la villa, appartenente all'inizio del XIX secolo al conte Cesare Ventura, fu acquistata in seguito dalla famiglia Vicenzi; alienata successivamente ad Arturo Tedeschi, fu ampliata con l'aggiunta del corpo allungato retrostante e decorata internamente; ereditata da Angelo Aldo Tedeschi, fu acquistata da Ezio Benassi, alla cui morte passò ad Angelo Braga e al fratello Romano; nel corso della seconda guerra mondiale, il 9 settembre del 1943 al suo interno si svolse la prima riunione tra i dirigenti del Partito Comunista, che pose le basi dell'organizzazione della Resistenza nella provincia di Parma. L'edificio, sviluppato su una pianta rettangolare affiancata da due corte ali in continuità col prospetto posteriore, si erge su due livelli principali fuori terra, oltre al sottotetto; la simmetrica facciata del corpo centrale, elevata su un alto basamento a scarpa, presenta nel mezzo l'ampio portale d'ingresso, affiancato da due finestre incorniciate per parte; in sommità si allunga perimetralmente un cornicione in cotto a dentelli. All'interno si accede al grande atrio, ornato sulle pareti e sul soffitto con affreschi tardo-ottocenteschi a chiaroscuro.